# Matthias W. Birkwald

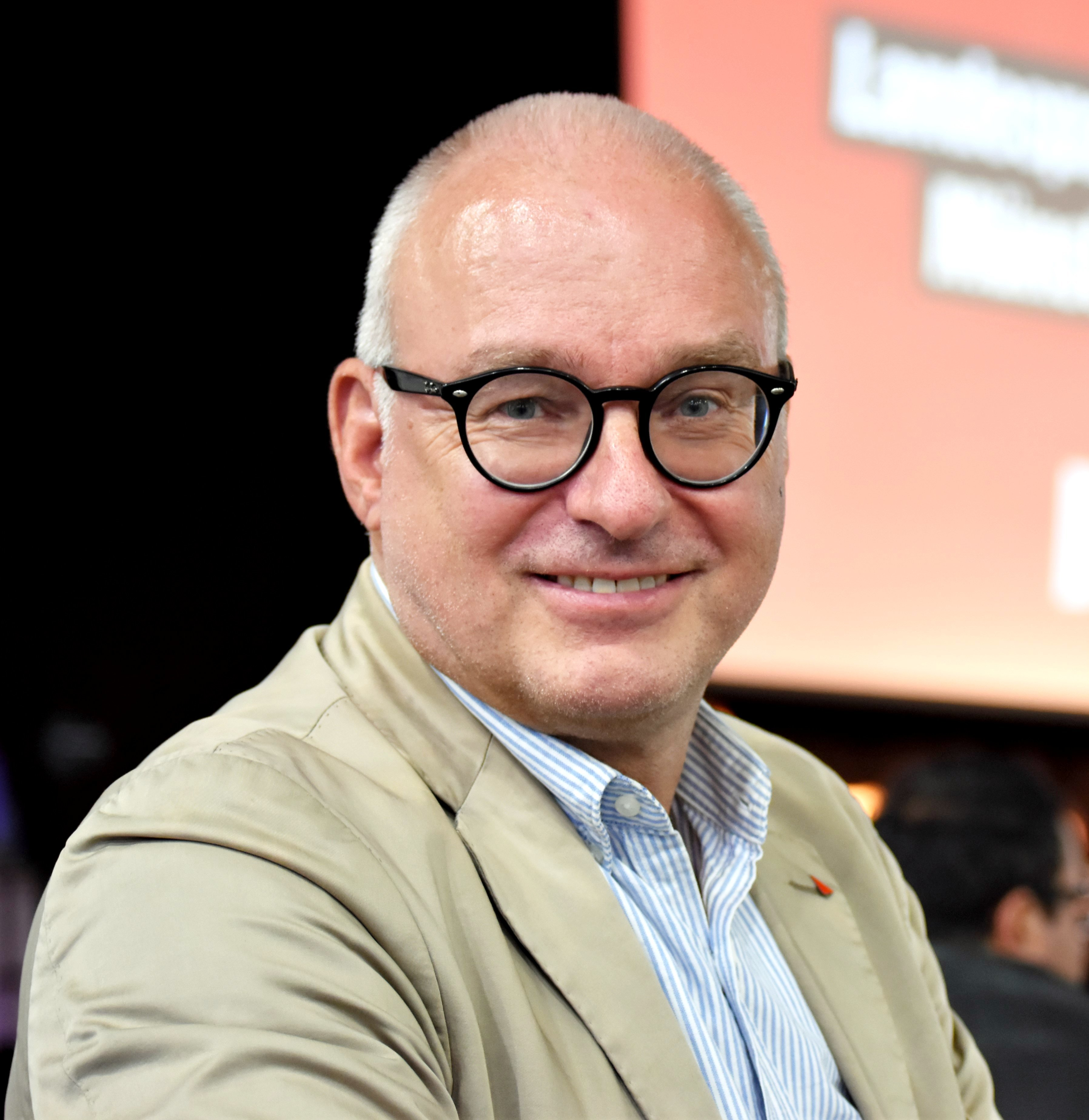
Matthias W. Birkwald (2020)

Matthias W. Birkwald (* 28. September 1961 in Münster) ist ein deutscher Politiker (Die Linke, zuvor DKP, FDP). Von 2009 bis 2025 war er Mitglied des Deutschen Bundestages.

## Biographie
Matthias W. Birkwald wurde in Münster/Westfalen geboren und zog 1964 nach Köln. Er ist ledig und konfessionslos.
Matthias W. Birkwald legte 1981 sein Abitur am Städtischen Gymnasium in Erftstadt-Lechenich ab und absolvierte ein Studium der Politologie, Soziologie, Philosophie und der politischen Ökonomie in Köln, Bonn und Bremen. Dabei erreichte er 1990 einen Abschluss als Diplom-Sozialwissenschaftler. 
Besonders nach seinem Studium engagierte sich Birkwald in der Landes- und Bundespolitik, war Mitglied der Jungdemokraten (ab 1992 Jungdemokraten/Junge Linke) NRW, der PDS und der WASG. Er kandidierte mehrfach für einen Sitz im Landtag von NRW sowie im Bundestag. Von 1990 bis 1994 fungierte er als hauptamtlicher Jugendbildungsreferent und ehrenamtlicher Landesgeschäftsführer der Jungdemokraten/Junge Linke NRW. 1994 war er Wahlkampfleiter des nordrhein-westfälischen Landesverbands der PDS. Von 1994 bis 2002 war er wissenschaftlicher Mitarbeiter der PDS-Bundestagsfraktion. Von 2003 bis 2005 war Matthias W. Birkwald Referent der Berliner Sozial- und Gesundheitssenatorin Heidi Knake-Werner für die Bereiche Soziales und Migration. Von 2005 bis 2009 war er als Leiter des Abgeordnetenbüros von Lothar Bisky im Deutschen Bundestag tätig. 

Er ist Mitglied der Rosa-Luxemburg-Stiftung, der linken Denkfabrik Institut Solidarische Moderne, vom Kinder des Sisyfos – Freundeskreis Erasmus Schöfer e. V. und im Zentral-Dombau-Verein zu Köln von 1842.

## Partei
Von 1980 bis 1996 war Birkwald Mitglied der Jungdemokraten, die bis zur Wende 1982 der Jugendverband der FDP waren. Von 1980 bis 1982 war er selbst Mitglied der FDP. 1986 trat er in die IG Metall ein. Von 1988 bis 1990 war Matthias W. Birkwald Mitglied der Deutschen Kommunistischen Partei in Köln, wobei er der Erneuerungsströmung angehörte.
Seit Ende 1993 war er Mitglied der Partei des Demokratischen Sozialismus (PDS), seit 2005 Mitglied der WASG und seit der Parteineubildung aus diesen beiden ist er nun Mitglied der Partei Die Linke. Bei der PDS hatte er mehrere Delegiertenmandate inne.
Birkwald war erstmals Direktkandidat bei der Bundestagswahl 1994 im Kölner Südwesten. 2000 trat er für die PDS als Direktkandidat zur NRW-Landtagswahl in Köln sowie auf der Landesliste an. Bei den Bundestagswahlen 2002, 2005, 2009 und 2013 sowie bei der Landtagswahl in Nordrhein-Westfalen 2005 war er erneut Direktkandidat der PDS, der Linkspartei bzw. der Linken im Bundestagswahlkreis Köln II und dem Landtagswahlkreis Köln I.
Auf dem Gründungsparteitag der Partei Die Linke im Juni 2007 nahm Matthias W. Birkwald als Delegierter der Bundesarbeitsgemeinschaft Bürgerrechte und Demokratie teil. Innerhalb der Linken hat sich Birkwald der Sozialistischen Linken angeschlossen. Er arbeitete in der  Arbeitsgemeinschaft „Für eine moderne repressionsfreie, bedarfsdeckende soziale Mindestsicherung“ mit und engagiert sich für eine „Solidarische Mindestrente“, deren zentrale Grundlagen er entwickelte.
Seit 2019 ist Matthias W. Birkwald Mitglied der Deutsch-Französischen Parlamentarischen Versammlung.

## Öffentliche Ämter
Bei der Bundestagswahl am 27. September 2009 zog Matthias W. Birkwald auf der Landesliste Nordrhein-Westfalen in den Deutschen Bundestag ein. Er war ordentliches Mitglied und Obmann der Linken im Ausschuss für Arbeit und Soziales und rentenpolitischer Sprecher seiner Fraktion. Außerdem war er stellvertretendes Mitglied im Petitionsausschuss, in der Enquete-Kommission „Wachstum, Wohlstand, Lebensqualität – Wege zu nachhaltigem Wirtschaften und gesellschaftlichem Fortschritt in der Sozialen Marktwirtschaft“ sowie ordentliches Mitglied in der dortigen Projektgruppe 2 „Entwicklung eines ganzheitlichen Wohlstand-/Fortschrittsindikators“.
Bei der Bundestagswahl 2013 wurde er erstmals wiedergewählt. Er war weiterhin rentenpolitischer Sprecher der Linksfraktion, Obmann und ordentliches Mitglied im Ausschuss für Arbeit und Soziales und stellvertretendes Mitglied im Petitionsausschuss.
Im November 2014 sowie 2017 und 2021 wurde er zum Parlamentarischen Geschäftsführer der Fraktion Die Linke im Deutschen Bundestag gewählt. In der 19. Wahlperiode nach der Bundestagswahl 2017 war Matthias W. Birkwald ordentliches Mitglied im Ausschuss für Arbeit und Soziales sowie dessen stellvertretender Vorsitzender. In diesem Ausschuss war er Obmann der Linksfraktion. Darüber hinaus war er stellvertretender Vorsitzender der Deutsch-Französischen und der Deutsch-Italienischen Parlamentariergruppe sowie Mitglied der Deutsch-Spanisch-Portugiesischen Parlamentariergruppe. Matthias W. Birkwald war seit 2013 Mitglied im Parlamentskreis Automobiles Kulturgut. Außerdem ist er ordentliches Kuratoriumsmitglied der Stiftung Haus der Geschichte in Bonn. Seit 2019 ist er zudem Mitglied im Parlamentskreis Närrisches Brauchtum. Er ist ordentliches Mitglied im Hauptausschuss des Deutschen Vereins für öffentliche und private Fürsorge e. V.
Für die Bundestagswahl 2025 kandidierte Birkwald nicht erneut.

## Trivia
Matthias W. Birkwald wurde 2018 vom Tagesspiegel zu dem Abgeordneten gekürt, der am häufigsten Zwischenrufe tätigt.

## Schriften
- mit Christoph Butterwegge & Gerd Bosbach (Hrsg.): Armut im Alter. Probleme und Perspektiven der sozialen Sicherung. Campus-Verlag, Frankfurt/New York 2012, ISBN 978-3-593-39752-8